# فرودگاه شهری میسون
فرودگاه شهری میسون (به انگلیسی: Mason City Municipal Airport) یک فرودگاه همگانی با کد یاتا MCW است که یک باند فرود آسفالت دارد و طول باند آن ۱۶۷۷ متر است. این فرودگاه در کشور ایالات متحده آمریکا قرار دارد و در ارتفاع ۳۶۹٫۷ متری از سطح دریا واقع شده‌است.